# Педагошка психологија
Педагошка психологија је једна од дисциплина примењене психологије која се бави психолошким проблемима процеса образовања и васпитања. Педагошка психологија опсежно и темељно проучава проблеме обучавања, као и организације, процеса и ефеката школског учења. Посебне области педагошке психологије су психологија предшколског васпитања, психологија учења, наставе, оцењивања итд.
Оснивачем педагошке психологије се сматра амерички психолог Едвард ли Торндајк. 1903. године објављује дело „Педагошка психологија“.